# 埃洛伊·席曼尼茲
埃洛伊·亞圖洛·席曼尼茲·索拉諾（西班牙語：Eloy Arturo Jiménez Solano，1996年11月27日—），為美國職棒大聯盟的外野手，目前效力於坦帕灣光芒，他先前曾效力於白襪與金鶯兩隊。

## 職業生涯

### 芝加哥小熊
2013年7月，席曼尼茲以280萬美元的國際簽約金加盟小熊隊。當時大聯盟給了席曼尼茲「五拍子球員」的高評價。
2014年，席曼尼茲開啟職業生涯。那年他的上壘率僅2成68，而且還因傷提前結束球季。2015年，球團將他升上1A磨練。席曼尼茲不僅將上壘率提升至3成28，還敲出7支全壘打。
2016年，他在低階1A繳出3成29打擊率，敲出14轟與81分打點的成績。於是他在隔年升上高階1A。

### 芝加哥白襪
2017年7月13日，小熊隊用席曼尼茲、迪蘭·希斯、Matt Rose和Bryant Flete向白襪隊交易荷西·昆塔納。而席曼尼茲在季中升上2A。這年他的打擊率為3成12，並敲出19轟與65分打點。他也在球季末進入球隊的40人名單。
2018年，儘管他在春訓快結束時膝蓋與胸口受傷，不過球團還是在球季中將他升上3A。該年他的打擊率為3成37，並敲出22轟與75分打點。
2019年3月22日，他與球隊簽下6年4300萬美元的合約。這也是美國職棒史上球團端給小聯盟球員的最高薪。
這年席曼尼茲成功擠進球隊的25人名單內，不過他在4月29日就因腳踝受傷進入傷兵名單。這年他的DRS為-11分，是全大聯盟左外野手最低的數據。該年他的打擊率為2成67，並敲出31轟與79分打點，在美聯新人王票選上拿下第4名。

## 外部連結
- 球員資訊和成績在MLB，ESPN，Baseball-Reference，Fangraphs（英文）
- Eloy Jiménez的Instagram帳戶